# キレる
キレるとは、主に対人関係などにおいて昂ぶった怒りの感情が、我慢の限界を超えて一気に露わになる様子を表す、日本の俗語。「切れる」と表記されることもある。
同義の言葉には「激昂」「激高」などがある。

## 語源
諸説あるが、古来のことわざにある「堪忍袋の緒が切れる」から「切れる」を採った説と、激しく怒ったり興奮した場合、額角に青筋（静脈）が浮き立つが、その血管が「切れる」様相を表したとする説が有力である。お笑い用語からの発祥とも、若者言葉ともされるが、今日では日常会話においてもよく用いられる。
「キレる」の語を初めに使ったのは西川のりおとされており、最初は「血管が切れる」と言う意味で言っていた。

## 派生語
とくに若者の間においては、以下のような派生語が用いられることが多い。
- キレやすい - 些細な事柄でもすぐにカッとなりやすく、時には暴力の手段に出るなどの不安定な性格を表す。
- マジギレ - 真剣を表す「マジメ」の省略形である「マジ」を重ねて、「本気でキレる」「本当にキレる」の意味。さらに、広末涼子の楽曲「MajiでKoiする5秒前」に掛けて「マジでキレる5秒前」を「MK5」と略すこともある。
- ブチギレ - 備後弁で強調を表す「ブチ」を重ねて、あるいは紐がちぎれる擬音語の「ブチッ」から。「マジギレ」とほぼ同じ意味だが「突然キレ始める」といったニュアンスで使う。「ブチキレ」とする場合もある。動詞として活用する場合は「ブチギレる」「ブチキレる」となる。
- 逆ギレ - 「逆ギレ」の項を参照。
- キレキャラ - 逆上することが本人の大きな特徴（キャラクター）である人物像を指す。この特徴を生かした芸風やネタを持つとされるタレントやお笑い芸人も多い。
- キレ芸 - 定番のリアクションとして、漫才やトークの最中に逆上することによって、笑いを成立させる芸風。この芸風やネタを持つとされるタレントやお笑い芸人も多い。

## 社会問題
2000年代には「キレる17歳」が流行語となったが、近年では「キレやすい老人」である「暴走老人」、「キレやすい親」である「モンスターペアレント」も出現し、若者に限らず「キレる」という現象がみられる。